# Quedgeley
Quedgeley – osada i civil parish w Anglii, w Gloucestershire, w dystrykcie Gloucester. W 2011 roku civil parish liczyła 17 519 mieszkańców.